# Abirus xishuangensis
Abirus xishuangensis is een keversoort uit de familie bladkevers (Chrysomelidae). De wetenschappelijke naam van de soort werd in 1982 gepubliceerd door Tan.